# تیل‌منز کورنر (آلاباما)
تیل‌منز کورنر (به انگلیسی: Tillmans Corner) شهرکی در شهرستان موبایل ایالت آلاباما است که مساحت آن ۳۳٫۶۹ کیلومترمربع است و در سرشماری سال ۲۰۱۰ میلادی، ۱۷٬۳۹۸ نفر جمعیت داشته و تراکم جمعیتی آن، ۵۱۶٫۴۱ در کیلومترمربع بوده است.